# Little Brother (gruppo musicale)
I Little Brother sono stati un gruppo musicale hip hop statunitense, attivo negli anni 2000.

## Storia del gruppo
Il gruppo, originario di Durham (Carolina del Nord), consisteva di tre membri: Phonte, Rapper Big Pooh e 9th Wonder, con quest'ultimo che aveva lasciato la band già nel 2007.
Il gruppo ha prodotto quattro album in studio e sei mixtape in nove anni di attività.

## Discografia
Album studio
- 2003 - The Listening
- 2005 - The Minstrel Show
- 2007 - Getback
- 2010 - Leftback